# Anthony Réveillère
Anthony Réveillère, född 10 november 1979 i Doué-la-Fontaine, är en fransk före detta fotbollsspelare. 
Han är en produkt av Stade Rennais ungdomsakademi, med vilken han debuterade som professionell.